# Friedrich Besch
Friedrich Besch (* 21. Dezember 1934 in Danzig) ist ein deutscher Jurist, Verwaltungsbeamter und Politiker (SPD).

## Leben
Nach dem Abitur nahm Besch ein Studium der Rechtswissenschaft auf, das er 1965 mit der Promotion zum Dr. jur. beendete. Anschließend trat er in den Verwaltungsdienst ein, war zunächst Persönlicher Referent des nordrhein-westfälischen Ministers für Wissenschafts und Forschung Johannes Rau und beteiligte sich in dieser Funktion maßgeblich an der Ausarbeitung der Hochschulgesetzgebung. Als Ministerialbeamter übernahm er die Leitung der Abteilung Forschungsförderung im Kultusministerium. Er ist verheiratet und hat drei Söhne.

## Öffentliche Ämter
Besch amtierte von 1986 bis 1995 als Staatssekretär im Kultusministerium und von 1995 bis 1998 als Staatssekretär im Ministerium für Schule und Weiterbildung des Landes Nordrhein-Westfalen. Neben Franz Niehl zählte er zu den Hauptinitiatoren der Rechtschreibreform von 1996. Langjährige ehrenamtliche Mitarbeit in der Evangelischen Kirche von Westfalen als Synodaler und Vorsitzender des Ständigen Kirchenordnungsausschusses (bis 2009).